# Катрмер-де-Кенси, Антуан-Кризостом
Антуан-Кризостом Катрмер-де-Кенси (фр. Antoine Chrysostome Quatremère de Quincy; 21 октября 1755, Париж — 28 декабря 1849, Париж) — французский архитектор, философ, историк искусства, литератор, теоретик искусства неоклассицизма и ампира, политический деятель Франции. Видный масон «la loge parisienne Thalie».

## Биография
Антуан-Кризостом был вторым сыном Франсуа Бернара Катремера де л’Эпине (François Bernard Quatremère de l'Épine), негоцианта, получившего дворянские грамоты в 1780 году. В Париже он обучался юриспруденции, затем прослушал курсы искусства и истории в Коллеже Людовика Великого (Collège Louis-le-Grand), и некоторое время учился в ателье известных скульпторов Гийома Кусту Младшего и Пьера Жюльена. После этого решил посвятить себя углублённым исследованиям в области архитектуры и скульптуры. В 1776 году Катрмер-де-Кенси отправился в Рим, а затем в Неаполь в сопровождении живописца, будущего создателя стиля ампир Жака Луи Давида. В Италии Антуан-Кризостом стал собирать материал для задуманного им Словаря архитектуры, первый том которого появился в 1795 году.
Благодаря дружескому и профессиональному общению с Пьером Жюльеном, Антонио Кановой, Шарлем Персье, Пьером Фонтеном, Шарлем-Луи Клериссо Катрмер-де-Кенси в 1785 году стал лауреатом Академии надписей и изящной словесности (l’Académie des inscriptions et belles-lettres) за диссертацию: «Каково состояние архитектуры египтян, и что греки заимствовали у них?» (Quel fut l'état de l’architecture chez les Égyptiens, et qu’est-ce que les Grecs en ont emprunté ?). Этот успех побудил парижского писателя и издателя Шарля-Жозефа Панкука поручить Катрмеру-де-Кенси написать архитектурный том Методической энциклопедии (de l’Encyclopédie méthodique), которая выходила в Париже в 1795—1825 годах. Катрмер-де-Кенси приобрел в эти годы прочную репутацию знатока классических древностей.
До революции Катрмер-де-Кенси был советником суда в Шатле. Когда разразилась революция, он умеренно воспринял её идеи. Являясь членом Собрания представителей Парижской Коммуны 2 апреля 1790 года, выступал с речью в защиту свободы театров. 21 сентября 1791 года Катрмер-де-Кенси был избран депутатом от департамента Парижа в Законодательное собрание Франции, где защищал вместе с роялистами идею конституционной монархии. Принимал активное участие в подготовке роялистского восстания.
Во время террора в 1793 году за сопротивление якобинскому клубу был заключён в тюрьму, освобождён после 9 термидора. В июле 1796 года Катрмер-де-Кенси написал эссе против французских планов вывоза выдающихся произведений искусства из Италии. Вскоре после этого он стоял за петицией, подписанной сорока семью парижскими художниками, включая Жака-Луи Давида, в которой ставились под сомнение выгоды от разграбления Рима; хотя они и были сформулированы осторожно, официальный ответ носил «оскорбительный характер». В 1797 году, как член Совета пятисот, вновь подвергся суду и бежал, чтобы спастись от ссылки в Кайенну. Позднее был избран генеральным секретарём департамента Сены.
В 1814 году Катрмер-де-Кенси стал членом нового кабинета министров. В том же году был назначен королевским цензором, но ушёл с этой должности, чтобы оставаться верным своему мнению 1790 года о свободе театров. В январе 1815 года он стал «интендантом искусств и гражданских памятников» (intendant des arts et monuments civils). Получил офицерский крест Почётного легиона и орденскую ленту Святого Михаила. В 1816—1839 годах был бессменным секретарём Академии художеств (l’Académie des beaux-arts). В 1818 году назначен «профессором археологии кабинета древностей» парижской Национальной библиотеки.
В 1826 году стал ассоциированным членом Королевского института Нидерландов. Возглавлял журнал «Анналы Института археологии» (Annales de l 'Institut archeologique). Скончался на 94-м году жизни, оставив многочисленные работы по археологии и изящным искусствам. Похоронен на кладбище Монпарнас.

## Архитектурное и научное творчество
Катрмер-де-Кенси был автором проекта перестройки церкви Святой Женевьевы в здание Пантеона «Великих людей Франции» (1791). Как градостроитель он отстаивал идеологию пуризма в отношении архитектурных памятников, возражая против их сноса или перестройки, в частности выступал за сохранение Фонтана невинных в центре Парижа. Он также пропагандировал «теорию изоляции памятников», их независимость от меняющейся городской среды.
Своеобразная эстетическая теория Катрмера-де-Кенси складывалась под влиянием философии И. Канта и эстетических трактатов Г. Э. Лессинга. В «Историческом словаре архитектуры» (1832) Катрмер-де-Кенси ввёл понятие образной «идиомы» — константы художественного языка, присущей тому или иному стилю: например идиома барокко, идиома классицизма.
Катремер был «проводником» эстетических принципов Винкельмана во Франции. Его позиция против разграбления ценностей Италии, осуществляемого Наполеоном, выраженная в «Письмах об ущербе, нанесённом искусству и науке перемещением памятников искусства из Италии» (1796) имела важное политическое значение. Он был сторонником неоклассицизма в архитектуре, поддерживал начинания Виван-Денона по преобразованию Лувра, проекты Персье и Фонтена в новом стиле ампир. Ж. Базен назвал его «истинным знаменосцем неоклассицизма».
Катрмер-де-Кенси — автор книг и статей по истории искусства Древнего Египта и Греции. Его эссе о происхождении египетской архитектуры (De l’Architecture Égyptienne…), написанное для конкурса Académie des Inscriptions et Belles-Lettres в 1785 году (опубликованное в 1803 году), в то время как знаменитые издания «Путешествие по Верхнему и Нижнему Египту» и 24-томное «Описание Египта» Франсуа Жомара с гравюрами по рисункам Денона ещё находились в стадии подготовки, оказало большое влияние на художественное движение «египетского возрождения».
Катрмер-де-Кенси был редактором «Архитектурного словаря» (1788), автором многих сочинений по философии, эстетике, морали и праву. Он был одним из первых, кто в статье «Олимпийский Юпитер, или Искусство древней скульптуры» (1814) указал на полихромию древнегреческой скульптуры и архитектуры.
Вопреки традиционному мнению, что садоводство нельзя причислять к «изящным искусствам», куда входила и архитектура, Катрмер стал одной из ключевых фигур в создании первых ландшафтных кладбищ, и его эссе «Природа, конец и значение подражания в изящных искусствах» (The Nature, the End and the Means of Imitation in the Fine Arts), переведённое на английский язык, оказало влияние на творчество английского ландшафтного архитектора Дж. К. Лаудона.
Его фундаментальные труды: «История жизни и творчества самых известных архитекторов с XI до конца XVIII века» (1830) и «Исторический словарь архитектуры» в 2-х т. (1832) имели важное значение для последующего развития эстетики, истории искусства и архитектуроведения.

## Литературное наследие
- Словарь архитектуры Методической энциклопедии (Dictionnaire d’architecture de l’Encyclopédie méthodique) в 3-х т., 1795—1825
- Предложения по искусству рисунка во Франции, за которыми следует план академии или государственной школы и система поощрений (Considérations sur les arts du dessin en France, suivies d’un plan d’Académie ou d'École publique et d’un système d’encouragement), 1791
- Преобразование Пантеона в его существующий вид (Transformation du Panthéon en son apparence actuelle), 1793
- Письма об ущербе, нанесённом искусству и науке перемещением памятников искусства из Италии (Lettres sur les préjudices qu’occasionnerait aux arts et à la science le déplacement des monuments de l’art de l’Italie), 1796
- Египетская архитектура, рассмотренная в её происхождении, её принципах и вкусе и в сравнении в тех же отношениях с греческой архитектурой (De l’Architecture égyptienne considérée dans son origine, ses principes et son goût, et comparée sous les mêmes rapports à l’architecture grecque), 1803
- Олимпийский Юпитер, или Искусство древней скульптуры (Le Jupiter olympien, ou l’Art de la sculpture antique), 1814
- Моральные соображения относительно предназначения произведений искусства или влияния их использования на дух и вкус тех, кто их создает или оценивает, а также на чувства тех, кто ими пользуется и получает впечатления (Considérations morales sur la destination des ouvrages de l’art, ou de l’influence de leur emploi sur le génie et le goût de ceux qui les produisent ou qui les jugent, et sur le sentiment de ceux qui en jouissent et en reçoivent les impressions), 1815
- Очерк о природе, целях и способах подражания в изобразительном искусстве (Essai sur la nature, le but et les moyens de l’imitation dans les beaux-arts), 1823
- История жизни и творчества Рафаэля (Histoire de la vie et des ouvrages de Raphaël), 1824
- Об универсальности красоты и способах ее понимания (De l’Universalité du beau et de la manière de l’entendre), 1827
- Памятники и произведения античного искусства, восстановленные по описаниям греческих и латинских писателей (Monuments et ouvrages d’art antiques restitués d’après les descriptions des écrivains grecs et latins), в 2-х т., 1829
- История жизни и творчества самых известных архитекторов с XI до конца XVIII века, сопровождаемая взглядом на самые замечательные постройки каждого из них (Histoire de la vie et des ouvrages des plus célèbres architectes du XI jusqu'à la fin du XVIII siècle, accompagnée de la vue du plus remarquable édifice de chacun d’eux), 1830
- Исторический словарь архитектуры, содержащий исторические, описательные, археологические, биографические, теоретические, дидактические и практические понятия этого искусства (Dictionnaire historique d’architecture, contenant dans son plan les notions historiques, descriptives, archéologiques, biographiques, théoriques, didactiques et pratiques de cet art), в 2-х т., 1832
- Канова и его произведения (Canova et ses ouvrages), 1834
- Очерк идеала в его практическом применении к искусствам, основанным на рисунке (Essai sur l’idéal dans ses applications pratiques aux arts du dessin), 1837
- Историческая заметка о жизни и творчестве М. Летьера (Notice historique sur la vie et les ouvrages de M. Lethière), 1837
- История жизни и творчества Микеланджело Буонарроти (Histoire de la vie et des ouvrages de Michel-Ange Buonarroti), 1839